# Карымское (озеро)
Карымское — кратерное озеро внутри кальдеры вулкана Академия Наук в восточной части полуострова Камчатка, в 5 км к югу от вулкана Карымская сопка, примерно в 150 км к северу от Петропавловска-Камчатского. Питание снеговое и дождевое. На южном побережье расположены источники Академии Наук. Площадь поверхности — около 12 км². Средний диаметр — 3,8 км. Глубина достигает 80 м. Озеро лежит на высоте 624 м над уровнем моря.
Озеро названо по реке, вытекающей из него.
В 1976 году из Кроноцкого озера была переселена пресноводная форма нерки — кокани.
При мощном подводном взрыве в 1996 году в озере погибло почти всё живое. При извержении скованное льдом озеро практически мгновенно растаяло. В северном секторе озера образовался кратер диаметром 600 м и глубиной 60 м. Ранее озеро было пресноводное, сейчас — слабоминерализованное (минерализация около 1,0 г/л). Температура воды в озере поднялась с 20-24 °C до 28 °C.